# (18127) Denversmith
(18127) Denversmith es un asteroide perteneciente al cinturón de asteroides, descubierto el 24 de julio de 2000 por el equipo del Lincoln Near-Earth Asteroid Research desde el Laboratorio Lincoln, Socorro, Nuevo México.

## Designación y nombre
Designado provisionalmente como 2000 OX3. Fue nombrado en honor de Denver L. Smith (n. 1986) quien obtuvo el segundo lugar en la Feria Internacional de Ciencias e Ingeniería de Intel de 2003 por su proyecto de equipo de ciencias terrestres y espaciales. Asiste a la escuela secundaria Hamilton, Chandler, Arizona, EE. UU.

## Características orbitales
Denversmith está situado a una distancia media del Sol de 2,294 ua, pudiendo alejarse hasta 2,684 ua y acercarse hasta 1,904 ua. Su excentricidad es 0,170 y la inclinación orbital 5,539 grados. Emplea 1269,11 días en completar una órbita alrededor del Sol.

## Características físicas
La magnitud absoluta de Denversmith es 14,84. 